# Anita Weyermann
 (mars 2024).
Si vous disposez d'ouvrages ou d'articles de référence ou si vous connaissez des sites web de qualité traitant du thème abordé ici, merci de compléter l'article en donnant les références utiles à sa vérifiabilité et en les liant à la section « Notes et références ».
Anita Weyermann, née le 8 décembre 1977 à Wynigen, est une athlète suisse spécialiste du 1 500 mètres.

## Carrière
Elle se révèle en 1994 en remportant la médaille d'or du 1 500 m lors des Championnats du monde juniors de Lisbonne, puis parvient à conserver son titre deux ans plus tard à Sydney. L'année suivante, elle monte sur la troisième marche du podium des Championnats du monde d'Athènes derrière la Portugaise Carla Sacramento et l'Américaine Regina Jacobs. La Suissesse termine au pied du podium de la course courte des Championnats du monde de cross-country 1998 et établit le 8 août 1998 la meilleure performance de sa carrière à l'occasion de Meeting Herculis de Monaco où elle boucle son 1 500 m dans le temps de 3 min 58 s 20, établissant à l'occasion un nouveau record national. Figurant parmi les favorites des Championnats d'Europe de Budapest, Anita Weyermann se classe troisième de la finale derrière Svetlana Masterkova et Carla Sacramento. En 1999, la Suissesse termine deuxième de la Finale du Grand Prix.
Le 5 mai 2008, Anita Weyermann annonce mettre un terme à sa carrière d'athlète.
Elle devient par la suite journaliste sportive pour la radio locale Radio BeO (de).

## Records personnels
- Détentrice des records de Suisse du 1 500 mètres, mile, 3 000 mètres, 3 000 mètres steeple et 5 000 mètres.
- 800 m : 2 min 02 s 73 min (1998)
- 1 500 m : 3 min 58 s 20 min (1998)